# 哈佛克里姆森報
哈佛克里姆森報（Harvard Crimson；哈佛緋紅報、哈佛學生報、哈佛深紅報、哈佛紅報）是哈佛大學出版的學生日報，創刊於1873年。哈佛克里姆森報是馬薩諸塞州劍橋市唯一的日報，並且完全是由哈佛學院的大學部學生來經營。該報由非營利組織"哈佛克里姆森公司受託人"(The Trustees of The Harvard Crimson)所運營。

## 關於克里姆森報
任何自願完成一系列的要求即“comp”的學生都會被選為該報的編輯。因此，克里姆森報的所有工作人員——包括作家、業務人員、攝影師以及平面設計師——在技術上而言都是"編輯"。（如果編輯發布新聞，則在報紙的新聞文章中將他或她稱為"克里姆森報編輯"，這對透明度很重要。編輯與財務決策由執行委員會負責，均稱為"守衛"(guard)，由即將離任的守衛在每年11月選出新的守衛，任期一年。這個選任的過程被稱為"火雞射擊"(turkey shoot)或"射擊"(shoot)。"克里姆森員工"(Crimson Staff)的未署名意見在每三週一次的會議上決定，該會議對任何克里姆森報的編輯們開放（計劃在未來撰寫或編輯關於同一主題的新聞報導的編輯們除外）。

## 參閱
- 哈佛法律記事報（英语：Harvard Law Record）
- 1920年的秘密法庭（英语：Secret Court of 1920）

## 外部連結
- 维基共享资源上的相關多媒體資源：哈佛克里姆森報